# Salomon Kohn
Salomon Kohn (8. března 1825, Praha – 6. listopadu 1904, tamtéž) byl česko-rakouský židovský spisovatel z Prahy.

## Životopis
Narodil se jako syn zámožného pražského obchodníka Samuela Kohna. Krátce (v letech 1844–1846) studoval matematiku, fyziku a astronomii na Univerzitě Karlově. Byl jedním z členů kroužku mládeže pro studium judaistiky a literárním diskusím okolo pražského vrchního rabína Rappoporta, který Kohna stále povzbuzoval v jeho literární tvorbě.
Je znám především díky svým příběhům z pražského ghetta, jichž několik sbírek vydával anonymně od roku 1883, či pod pseudonymem Leopold Komperts). Jeho nejznámějším dílem je Gawriel z roku 1853.